# Stenolis theobromae
Stenolis theobromae là một loài bọ cánh cứng trong họ Cerambycidae.